# Tony Levin
Anthony Frederick "Tony" Levin (Boston, Massachusetts, 1946. június 6. –) amerikai rockzenész, aki elsősorban basszusgitáron, Chapman Sticken és nagybőgőn játszik, de szintetizátoron és tubán is kiismeri magát. Emellett gyakran szokott énekelni is, de egy electric upright bass nevű hangszeren is játszik, mely a nagybőgő egy elektromos változata. Nagymértékben hozzájárult az electric upright bass és a Chapman Stick népszerűsítéséhez, de ő hozzá fűzhető a funk fingers is, mely során egy kisméretű dobverőt rak általában a mutató és középső ujjára, a slap játékmódhoz hasonló hangzást elérve ezzel.
Rendkívül keresett zenész, pályafutása során több mint 500 albumon működött közre, melyek közül a legismertebb munkáit a King Crimsonban és Peter Gabriel zenekarában készítette. Számtalan projektben részt vett, melyek között a Liquid Tension Experiment az egyik legismertebb, de megfordult a Bruford Levin Upper Extremities, ProjeKct One és ProjeKct Four formációkban is. Saját zenekart is működtet, mely a Tony Levin Band nevet viseli.
Sessionmunkái között Cher, Alice Cooper, John Lennon, Sarah McLachlan, Stevie Nicks, Pink Floyd, Lou Reed, Tom Waits, Buddy Rich, The Roches, Todd Rundgren, Seal ugyanúgy megtalálható, mint a Yes vagy Warren Zevon. Emellett olyan zenészekkel turnézott együtt, mint Paul Simon (akivel együtt dolgozott az 1980-as One Trick Pony című film zenéjén), Gary Burton, James Taylor, Herbie Mann, Judy Collins, Carly Simon, Peter Frampton, Anderson Bruford Wakeman Howe, Peter Gabriel, Tim Finn, Richie Sambora és Claudio Baglioni.
Tony Levin volt az egyik legelső zenész aki blogot vezetett turnés élményeiről, első írásai az 1990-es évek közepén voltak olvashatóak.

## Életrajz

### Pályafutásának kezdete (1946–1976)
Levin 1946-ban Bostonban született, de Brookline külvárosában nőtt fel. 10 éves korában kezdett el nagybőgőn játszani, elsősorban klasszikus zenét tanult. Középiskolás évei alatt tanult meg tubán játszani. A tuba révén csatlakozott egy barbershop quartethez (a cappella formációhoz), majd a középiskola befejezése után a New York államban található Rochesterbe ment, hogy az Eastman School of Music zeneiskola falai között folytassa tanulmányait. Ezt követően tagja lett Rochester város filharmonikus zenekarának, majd megismerkedett Steve Gadd session- és stúdiódobossal. Levin ekkor már basszusgitáron játszott, mégpedig egy Fender Precision Bass hangszeren.
Tony Levin hamarosan zenekart alapított Steve Gadd-del, és testvérével Pete Levinnel. Pete billentyűs hangszereken játszott, munkái közül pedig a jazz-zongoristával Gil Evansszal való együttműködése a legismertebb. A zenekar a The Clams nevet viselte.
Tony Levin 1970-ben New Yorkba költözött, majd csatlakozott az Aha, the Attack of the Green Slime Beast formációhoz, melynek a The Mothers of Invention egykori billentyűse Don Preston is a tagja volt.
Nem sokkal ezután kezdett el sessionmunkákat vállalni, első fontosabb szereplése Lou Reed 1973-as, klasszikus Berlin albuma volt, majd Alice Cooper legendás Welcome to My Nightmare albumán basszusgitározott. Ezt követően szerepelt Buddy Rich The Roar of '74 albumán, ahol nagybőgőn játszott. 1976-ban Steve Gadd dobossal a rockénekes-multiinstrumentalista-dalszerző Andy Pratt stúdiózenészévé vált. Játszott Pratt 1976-os Resolution albumán, olyan neves stúdiózenészek társaságában, mint például Arif Mardin, Andy Newmark, Hugh McDonald, és Luther Vandross. Az AllMusic és a Rolling Stone is úgy hivatkozik a Resolution albumra, mint az 1970-es évek egyik legjobb énekes/dalszerző albumára.

### Peter Gabriel, King Crimson, egyéb projektek (1976–1990)
1976-ban Bob Ezrin producer révén lett Peter Gabriel zenekarának a tagja. Levin még Lou Reeddel és Alice Cooperrel való munkái révén ismerkedett meg a neves producerrel. Levin nemcsak Gabriel első albumán játszott, de a koncertekre is meghívást kapott. Gabriel cím nélküli első albuma 1977-ben jelent meg, melyen Levin basszusgitáron és tubán játszott. Ekkoriban kezdett el Chapman Sticken játszani, mely hangszer népszerűsítéséből nagymértékben kivette a részét.
1978-ban Woodstockba költözött, hogy csatlakozzon az L'Image formációhoz. Ennek az együttesnek Mike Mainieri és Warren Bernhardt mellett tagja volt Levin régi ismerőse Steve Gadd dobos is. Az együttes azonban hamar feloszlott, Levin pedig azóta is Woodstockban él. Ezt követően Robert Fripp Exposure című szólóalbumán játszott, mely 1979-ben jelent meg. Fripp már dolgozott korábban Levinnel, mégpedig Peter Gabriel szólóalbumán. A közös munka eredményeként Fripp meghívta Levint az újjáalakuló King Crimson soraiba is. Levin a King Crimson tagjaként három nagylemezen játszott az 1980-as évek első felében. A Crimsonban basszusgitárt és Chapman Sticket egyaránt használt.

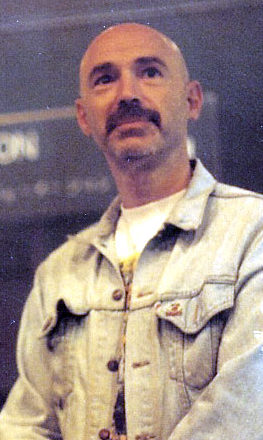
A basszusgitár és a Chapman Stick mestereként számon tartott Tony Levin 1993-ban.

A King Crimson 1984-es feloszlását követően ismét rengeteg helyen megfordult, többek között játszott a Pink Floyd 1987-es A Momentary Lapse of Reason albumán is. A 80-as években továbbra is játszott Peter Gabriel zenekarában. Gabriel 1986-os So című albumán volt hallható, a Big Time című dal, melyben Levin funk fingers technikával játszott a basszusgitáron. Ennek lényege, hogy ujjaira kisméretű dobverőket rögzít, melyekkel a húrokat ütve, egy a slap technikához hasonló hangzást ér el. Ezt a technikát Andy Moore gitártechnikus segítségével fejlesztette ki.
1989-ben Bill Bruford meghívására zenélhetett az Anderson Bruford Wakeman Howe formációval is. Szerepelt az együttes első albumán is, ez alapján pedig kisegített a Yesnél is. A legendás progresszívrock-együttes 1991-es Union albumán szerepelt mint kisegítő zenész.
Még 1980-ban dolgozott együtt Paul Simonnal az One Trick Pony című film zenéjén, majd 1984-ben Road Photos címmel adott ki egy fényképgyűjteményt. A fotók a King Crimson-, Peter Gabriel-, és Paul Simon-turnékon készültek. A King Crimson 1980-as években zajló turnéin készített képei 2004-ben The Crimson Chronicles volume 1 címmel jelentek meg. Korábban szó esett a második kötet megjelenéséről is, mely az 1990-es években készült képeket fogja majd tartalmazni.
Emellett egy könyvet is kiadott élményeiről, tapasztalatairól, mely Beyond the Bass Clef címmel jelent meg.

### King Crimson-újjáalakulás, Liquid Tension Experiment, Stickman, egyéb projektek (1990–napjainkig)
A 90-es évek elején a Phil Palmer nevéhez köthető Spin 1ne 2wo projektben játszott, mely 1993-ban egy hasonló című lemezt is kiadott, olyan klasszikus rockelőadók feldolgozásaival, mint a The Who, a Led Zeppelin, a Blind Faith, Steely Dan és Bob Dylan. Ezt követően csatlakozott az újjáalakult King Crimsonhoz. Az együttes ezen időszakát "dupla trió"-nak szokás nevezni, mivel az együttest ekkoriban Tony Levin, Robert Fripp, Adrian Belew, Trey Gunn, Pat Mastelotto és Bill Bruford alkotta. A korábbiaknál egy keményebb hangzásvilág jellemezte a King Crimson ezen időszakát, Levin pedig részt vett az együtteshez kapcsolódó egyéb projektekben is (ProjeKct One, ProjeKct Four). 1995-ben egy World Diary című szólólemezt adott ki, majd Terry Bozzio és Steve Stevens társaságában létrehozta a Bozzio Levin Stevens formációt. Ez a formáció két lemezt ért meg, melyek közül az első 1997-ben, míg a második 2000-ben jelent meg. Levin 1997-ben Steve Gorn és Jerry Marotta társaságában készített lemezt, majd John Petrucci, Jordan Rudess és Mike Portnoy társaságában dolgozott a Liquid Tension Experiment keretein belül. A zenekar két albumot adott ki a 90-es évek végén, a két anyag között pedig a Bruford Levin Upper Extremities formációval készített lemezt. 2000-ben újabb szólóanyagot adott ki Waters of Eden címmel, melyet 2002-ben kettő is követett (Pieces of the Sun és Double Espresso).

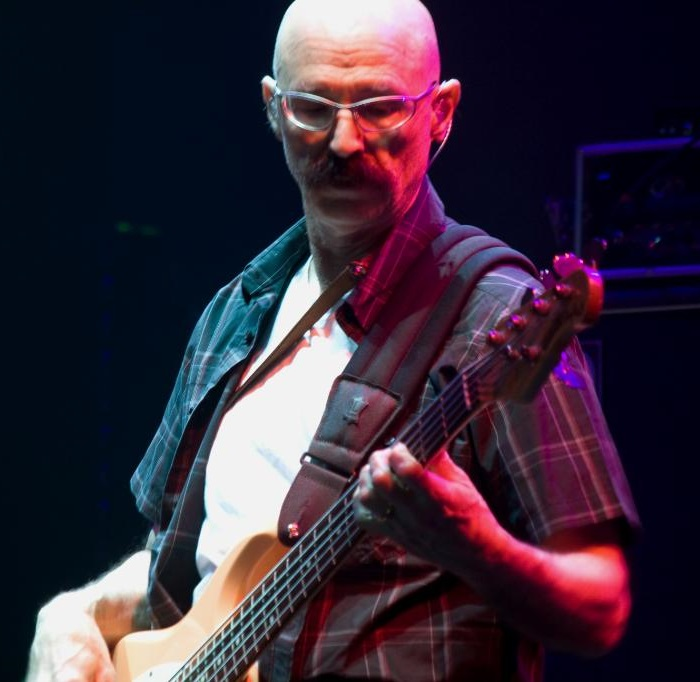
Tony Levin egy 2008-as Liquid Tension Experriment koncerten. Tony Levin basszusgitárok terén rendszerint Music Man StingRay hangszereket használ, de a Music Man cég jóvoltából saját modellje is van, mely OLP Tony Levin signature néven kapható.

A Liquid Trio Experiment tagjaként nemcsak lemezeket készített, de koncerteket is adtak. Ehhez a formációhoz köthető a 2007-ben kiadottSpontaneous Combustion album. A formáció azért kapta a trió nevet, mert az albumot John Petrucci nélkül rögzítették. A Liquid Trio Experiment 2009-es When the Keyboard Breaks: Live in Chicago című albumán azonban Jordan Rudess nem szerepelt, ezért a korongon Liquid Trio Experiment 2 név volt olvasható. Levin időközben létrehozta saját zenekarát a Tony Levin Bandet, melyben Jerry Marotta, Jesse Gress, Larry Fast és testvére Pete Levin a társai. 2006-os szólólemezén a Resonatoron is ez a felállás játszott. Az albumon Adrian Belew és Steve Lukather is felbukkant, Levin pedig az énekesi teendőket is magára vállalta.
Levin a 2000-es években is rengeteg előadóval dolgozott együtt, többek között dolgozott a California Guitar Trióval is.
2007-ben hozta létre a Stick Man projektet, melyben a Chapman Sticken van a hangsúly. A trió felállású zenekarban Levin mellett Michael Bernier játszik a hangszeren, míg a dobokat a King Crimsonból ismert Pat Mastelotto kezeli. A formáció 2009 végén Európában turnézott, 2010 elején pedig az Amerikai Egyesült Államokban. Magyarországon 2009. május 5-én lépett fel az együttes.
Első lemezük Soup címmel 2010. május 9-én jelent meg.
2008 augusztusában 11 koncert erejéig újra összeállt a King Crimson, majd Levin ismét projektezni kezdett.
Ezek közül legfrissebb vállalkozása a HoBoLeMa nevű supergroup, melyben Pat Mastelotto, Terry Bozzio és Allan Holdsworth a partnerei. A zenekar neve a tagok neveiből (Holdsworth, Bozzio, Levin, Mastelotto) lett létrehozva. Az együttes 2008 óta már több koncertet is adott, melyeken az improvizációé a főszerep. Levin itt Chapman Sticken és NS electric upright bassen játszik.

## Válogatott diszkográfia
Mivel Tony Levin session- és vendégszereplései révén több mint 500 albumon működött közre, ezért lentebb csak azon albumok olvashatóak, melyeken teljes értékű zenekari tagként vagy dalszerzőként működött közre. Egy teljesebb diszkográfia itt található: https://web.archive.org/web/20110722101845/http://www.papabear.com/discography.html
- Discipline (1981) – King Crimson
- Beat (1982) – King Crimson
- Three of a Perfect Pair (1984) – King Crimson
- Cloud About Mercury (1986) – David Torn
- Spin 1ne 2wo (1993) – Spin 1ne 2wo
- THRAK (1995) – King Crimson
- World Diary (1995) – szóló
- Black Light Syndrome (1997) – Bozzio Levin Stevens
- From the Caves of the Iron Mountain (1997) – Steve Gor, Levin, Jerry Marotta
- Liquid Tension Experiment (1998) – Liquid Tension Experiment
- Bruford Levin Upper Extremities (1998) – Bruford Levin Upper Extremities
- Liquid Tension Experiment 2 (1999) – Liquid Tension Experiment
- Waters of Eden (2000) – szóló
- Situation Dangerous (2000) – Bozzio Levin Stevens
- B.L.U.E. Nights (2000) – Bruford Levin Upper Extremities
- Pieces of the Sun (2002) – szóló
- Double Espresso (2002) – szóló
- Resonator (2006) – szóló
- Stick Man (2007) – szóló
- Spontaneous Combustion (2007) – Liquid Trio Experiment
- When the Keyboard Breaks: Live in Chicago (2009) – Liquid Trio Experiment 2
- Soup (2010) – Stick Men
- Liquid Tension Experiment 3 (2021)